# آذری‌های ترکیه
آذری‌های ترکیه یا آذربایجانی‌های ترکیه، گروهی از مردم آذری ساکن در ترکیه هستند. جمعیت آنها حدود ۵۳۰٬۰۰۰ نفر تخمین زده می‌شود. این گروه شامل دو دسته می‌شوند:   
۱_آذربایجانی های بومی ترکیه ۲_مهاجران آذربایجانی که عمدتاً از مناطق نظیر ایران و جمهوری آذربایجان به ترکیه کوچ کرده‌اند.

## دین و فرهنگ

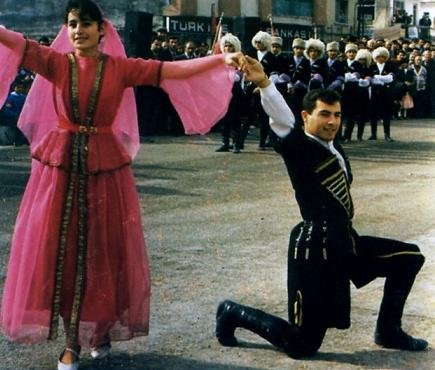
رقص ناز المئه از سری رقص‌های آذربایجانی فولکوریک در ایغدیر به سال ۲۰۰۵

اکثریت آذری‌ها را مسلمانان شیعه‌مذهب تشکیل می‌دهد. به‌طور کلی، جمعیت آذری‌ها در ترکیه به خوبی با جامعه ترک آمیخته شده‌اند. عمدتاً به دلیل نزدیکی فرهنگی و زبانی میان آذری‌ها و ترکان آناتولی است. با این حال، تفاوت‌هایی در زمینه‌های مذهب، گویش ترکی و تاریخ می‌دارند.
از میان فعالان سیاسی، سنان اوغان آذری‌تبار توانست در انتخابات ۲۰۱۱ پارلمان ترکیه، کرسی شهر ایغدیر در مجلس را به دست آورد.

## جمعیت
جمعیت آذری‌های ترکیه در حدود ۵۳۰٬۰۰۰ نفر تخمین زده می‌شود. حدوداً نیمی از آذربایجانی‌های ترکیه در کلانشهر استانبول سکونت دارند.
۳۰۰٬۰۰۰ نفر از آذری‌ها را شهروندان جمهوری آذربایجان تشکیل می‌دهند که در گذر زمان به ترکیه مهاجرت کرده‌اند.
از نخستین مهاجرت ایرانیان آذربایجانی به بعد از فروپاشی حکومت خودمختار آذربایجان بازمی‌گردد که سیاسیون آن دوران به ترکیه پناهنده شدند و مهاجرت‌های سیاسی از ایران در حال افزایش می‌باشد،ایرانیان آذربایجانی پرتعدادی نیز به استانبول مهاجرت کرده‌اند. گروه دوم را دانشجویان اهالی مناطق آذربایجانی‌نشین ایران تشکیل می‌دهد.زبان ترکی آذربایجانی با لهجهٔ موجود در بین ایرانیان آذربایجانی هم‌اکنون در ترکیه گویشوران خود را داراستاتنولوگ جمعیت ایرانیان آذربایجانی ۵۳۰٬۰۰۰ نفر اعلام کرده‌بود.

## سرشناسان

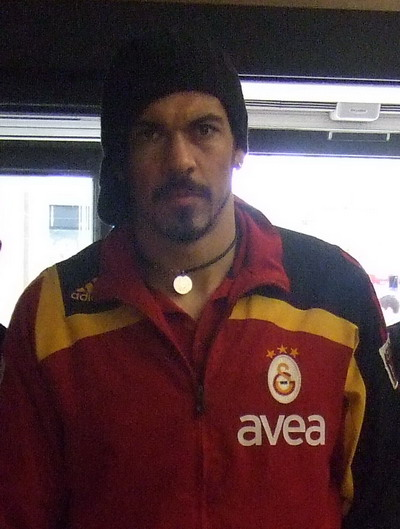
ثروت چتین

- ثروت چتین، بازیکن آذربایجانی‌تبار سابق تیم ملی فوتبال ترکیه و باشگاه فوتبال گالاتاسرای
- سنان اوغان، نماینده ایغدیر در مجلس ترکیه
- حیدر حاتمی، هنرمند آذربایجانی ایرانی اهل ترکیه
- ثمین باغچه بان، هنرمند آذربایجانی ایرانی اهل ترکیه
- جم کاراجا، خواننده راک آذربایجانی‌تبار[۱۳]
- ثروت تازه‌گل قهرمان المپیک لندن در رشته تکواندو از اهالی آذربایجانی‌تبار ترکیه[۱۴][۱۵][۱۶]
- علیخان صمدوف، نوازنده بالابان

## توضیحات
1. ↑  این رقم شامل آذری‌های بومی ترکیه در حاشیه مرز ایران، ترکیه و جمهوری آذربایجان در استان قارص و ایغدیر نیز می‌شود.